# Dianthera androsaemifolia
Dianthera androsaemifolia es una especie de planta con flores perteneciente a la familia Acanthaceae. 

## Distribución y hábitat
El área de distribución nativa de esta especie se extiende en las Antillas Menores. Crece principalmente en el bioma tropical húmedo.

## Taxonomía
La especie fue descrita inicialmente como Rhytiglossa androsaemifolia por Christian Gottfried Daniel Nees von Esenbeck y publicada en Prodromus Systematis Naturalis Regni Vegetabilis 11: 352, en 1847, hoy en día es tanto un sinónimo como el basónimo de esta. Posteriormente, sería transferida al género Justicia por Gustav Lindau en Die Natürlichen Pflanzenfamilien 4(3b): 350, en 1895, nombre científico que también es un sinónimo de esta actualmente; y ulteriormente, sería transferida al género Dianthera por August Heinrich Rudolf Grisebach en Flora of the British West Indian Islands 455, en 1862.

#### Etimología
Véase: Dianthera
androsaemifolia: epíteto que combina el nombre del género Androsaemum (sinónimo de Hypericum) y el vocablo latino folium; "hoja"; propiamente "con hojas como Androsaemum", refiriéndose a la similitud en la apariencia concreta de las hojas de la planta con las especies de susodicho género.